# Феррарський університет
Ферра́рський університет (лат. Universitas Ferrariensis, італ. Università degli Studi di Ferrara) — державний університет в Італії, в місті Феррара. Один із найстаріших італійських освітніх закладів. Заснований 1391 року феррарським маркізом Альбертом V, з дозволу римського папи Боніфація IX. Був передовим закладом в галузі медицини та права часів Відродження і Католицької Реформи. Має 8 факультетів, понад 600 викладачів. Станом на 2017 рік в університеті навчалося 18 465 студентів. Скорочено — Unife.

## Назва
- Ферра́рський університет (лат. Universitas Ferrariensis) — офіційна, історична назва.
- Феррарський загальноосвітній університет (італ. Università degli Studi di Ferrara)

## Історія
Феррарський університет як studium generale заснований 4 березня 1391 року феррарським маркізом Альбертом V, з дозволу римського папи Боніфація IX. Початок занять було відкрито 18 жовтня, на день святого Луки. В університеті викладали право, вільні мистецтва і теологію.
Після об'єднання Італії Феррарський університет став вільним університетом з юридичним і математичним факультетами, і 3-річним медичним курсом (скороченим в 1863 — 1864 роках до 2-річного). При університеті діяла школа ветеринарної медицини, скасована в 1876 році, фармацевтики та публічних нотаріусів.
Після Другої Світової війни Феррарський університет перетворено на державний заклад. 

## Факультети
- Архітектурний
- Гуманітарний
- Економічний
- Інженерний
- Математично-природничний
- Медично-хірургічний
- Фармацевтичний
- Юридичний

## Персоналії

### Викладачі
- Акілліні, Клавдіо — італійський філософ, викладач права.
- Веккіо, Джорджо дель — італійський філософ доби ЄС, викладач права.
- Помпонацці, П'єтро — італійський філософ, викладач філософії.
- Патріці, Франческо — італійський філософ, викладач філософії Платона.

### Випускники. Учні
- Аріосто, Лудовіко — італійський поет епохи Відродження.
- Брасс, Тінто — італійський кінорежисер епохи ЄС.
- Гвічардіні, Франческо — італійський історик епохи Відродження і Реформації.
- Коперник, Миколай — польський астролог епохи Відродження і Реформації.
- Лузітанський, Аматус — португальський лікар XVI ст.
- Мануцій, Альд — італійський видавець епохи Відродження.
- Мірандола, Джованні Піко делла — італійський філософ поет епохи Відродження.
- Парацельс, Теофраст — німецький лікар епохи Відродження.
- Петкович, Юрій — литовський єпископ XVI ст.
- Піко, Алессандро I — мірандольський герцог XVI ст.
- Піко, Федеріко II — мірандольський герцог XVI ст.
- Савонарола, Джироламо — італійський домініканець, засновник Флорентійської теократичної республіки.
- Садолето, Якопо — італійський кардинал епохи Відродження і Реформації.
- Тассоні, Алессандро — італійський письменних XVIII ст.
- Фортіс, Луїджі — італійський єзуїт часів Наполеона, генерал Ордену.
- Франческіні, Даріо — італійський політик епохи ЄС, міністр.
- Чапарро, Хосе Давид — венесуельський підприємець ХХІ ст.